# 细穗密花香薷
细穗密花香薷（学名：Elsholtzia densa var. ianthina）为唇形科香薷属下的一个变种。

## 扩展阅读
- 維基物種上的相關：细穗密花香薷